# Comté d'Uralla
Le comté d'Uralla (en anglais : Uralla Shire) est une zone d'administration locale située dans l'État de Nouvelle-Galles du Sud en Australie, dont le siège est Uralla.

## Géographie
Le comté s'étend sur 3 230 km2 dans la région de Nouvelle-Angleterre au nord-est de la Nouvelle-Galles du Sud. Il est traversé par la New England Highway.
Le comté comprend la ville d'Uralla, ainsi que les localités d'Arding, Bundarra, Invergowrie, Kentucky, Kingstown, Wollun et Yarrowyck.

## Histoire
Le comté est créé le 1er janvier 1948 par la fusion de la municipalité d'Uralla avec le comté de Gostwyck.

## Démographie
| 2001  | 2006  | 2011  | 2016  | 2021  |
| ----- | ----- | ----- | ----- | ----- |
| 5 728 | 5 734 | 6 034 | 6 048 | 5 971 |

## Politique et administration
Le conseil municipal comprend neuf membres, dont le maire, élus pour un mandat de quatre ans. À la suite des élections du 4 décembre 2021, tous les conseillers sont des indépendants.

### Liste des maires
| Période                                  | Période          | Identité       | Étiquette   | Qualité |
| ---------------------------------------- | ---------------- | -------------- | ----------- | ------- |
| Les données manquantes sont à compléter. |                  |                |             |         |
| septembre 2012                           | 24 décembre 2021 | Michael Pearce |             |         |
| 24 décembre 2021                         | en cours         | Robert Bell    | Indépendant |         |

La zone est rattachée à la circonscription de New England pour les élections fédérales et à celle de Northern Tablelands pour les élections à l'Assemblée législative de Nouvelle-Galles du Sud.